# Monteur
Pour les autres significations, voir Monteur (patron de conception).
Le chef-monteur, monteur film ou simplement monteur ou monteuse, assure l'assemblage des plans et séquences d'un film, c'est-à-dire le montage, pour en délivrer toute l’« essence » décrite par le scénario et voulue lors du tournage par le réalisateur. Il s'agit d'un travail complexe alliant une partie artistique importante (structure, narration, rythme) à une partie technique (gestion des problèmes de post-production, maîtrise des outils de montage, relation avec le laboratoire cinématographique, avec les monteurs son, etc.) ; de plus, il est souvent soumis à une pression en matière de temps de travail.

## Travail du monteur d'image

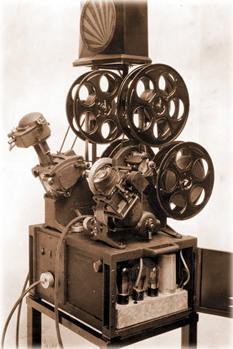
L'ancêtre des tables de montage Moviola.

Au cinéma, le chef monteur est, en principe, un salarié CDDu (contrat à durée déterminée d'usage) engagé par le producteur.
En France, le monteur forme une équipe. Il travaille en étroite collaboration avec le réalisateur. Certains réalisateurs laissent libre cours à leur monteur, les laissant gérer la construction à partir des images fournies. D'autres travaillent étroitement en salle de montage, ayant souvent une vision précise de leur montage. Il s'agit dans ce dernier cas d'un travail de réflexion de groupe où la cohérence artistique entre les individus joue un rôle prépondérant.
Le monteur procède généralement en deux étapes : une première étape de choix des rushes (ou des bonnes prises) avec le réalisateur, suivi d'une mise en ordre des séquences conformément au plan du scénario et en fonction du tournage (certaines séquences du scénario ayant pu être supprimées au dernier moment donc non tournées - D'autres séquences auront pu être ajoutées ou improvisées pendant le tournage).
La fin de cette première étape aboutit à un premier bout à bout, surnommé « l'ours », lequel permet d'organiser une première projection en continuité du film.
Le producteur et le(s) scénariste(s) peuvent assister à cette projection et participer à la réunion qui la suivra. Cette réunion de travail permet d'analyser la cohérence du film, de juger de l'équilibre et de l'ordre des séquences, de détecter les lenteurs éventuelles dites « ventres mous » (moment trop long pendant lequel le spectateur va s'ennuyer).
À ce stade est décidé le déroulement de la seconde étape :
- si tout va bien le montage continue, les raccords image sont affinés (souvent à l'image près), les durées des séquences et des plans ajustés, les images montées sur les paroles ou les paroles montées sur les images (in et off par exemple). C'est la partie minutieuse du travail du monteur.
- si la projection révèle des insatisfactions patentes, des décisions lourdes sont prises : restructuration, rééquilibrage, déplacement de séquences, suppressions de certaines séquences ou rajout de nouvelles séquences ou de plans (dans ce cas il y aura retournage), réécriture de dialogues ou rajout de nouveaux dialogues (qui seront enregistrés par les comédiens en postsynchronisation, etc.

Traditionnellement en photochimique sur une table de montage 35 mm, le chef monteur s'entoure d'assistants monteurs chargés de le soulager des manipulations et des tâches subalternes et d'un stagiaire (apprenti). Depuis que le montage est devenu  non linéaire ou virtuel, l'équipe de montage a tendance à se réduire comme une « peau de chagrin » et se résume à un assistant qui assume l'aspect technique du montage (organisation des chutiers informatiques, etc.).
Le monteur travaille en général dans des salles de montage dédiées avec (traditionnellement) une table de montage ou sur des bancs de marque Avid, ou Final Cut.

### L'assistant monteur
L'assistant monteur ou le monteur adjoint aide le chef monteur en le soulageant des tâches techniques :
- organisation, rangement des rushes sur base des rapports du scripte
- génération des proxies (copies plus légères, plus faciles à manipuler au montage que les rushes originaux)
- synchronisation son-image
- sortie des EDL, copies à destination des autres participants (producteur, réalisateur, compositeur, monteur son, département des effets visuels numériques, étalonneur, laboratoire…)
- conformation[1] son et image (recopie du montage en remplaçant les proxies par les rushes originaux en qualité maximale)
- assistance informatique (aide à la manipulation des logiciels de montage, résolution de problèmes techniques et autres bugs, sauvegardes du travail…)
- communication avec les différents corps de métier de la postproduction

Il peut également effectuer d'autres tâches telles que :
- la réalisation du bout à bout voire pré-montage de séquences. Sur les grosses productions, les séries ou les documentaires, il n'est pas rare de voir plusieurs assistants monteurs se partager le montage du film, sous la supervision du chef monteur
- la création des maquettes des effets visuels, réalisation des génériques simples
- le pré-étalonnage des images, pour donner une première impression des couleurs du film
- la participation aux discussions et réflexions artistiques avec le monteur

### Monteur son
Historiquement, le monteur ou son assistant (sous la supervision du chef monteur) monte les paroles et les éléments sonores additionnels (musique, effets, ambiances).
Avant la fin du montage image, le montage son commence. Le montage son peut être une étape totalement distincte du montage image, et il est alors fait par une équipe différente.

## Durée
Un montage de film de fiction pour la télévision dure 5 à 7 semaines en moyenne, quand un long métrage prend 8 à 18 semaines ou plus.

## Évolution du montage

### Les femmes dans le montage
Historiquement en France, il y a eu plus de monteuses que de monteurs, phénomène qui s'est estompé à l'apparition de l'informatique dans le montage. En Amérique, c'est l'inverse. Cela s'explique par le fait qu'en France les bobines étaient livrées jusqu'au laboratoire, alors qu'en Amérique, cette tâche revenait au monteur.
Les premières monteuses étaient des ouvrières travaillant au laboratoire pour monter le négatif.

## Formation
Le parcours des monteurs de film reste variable :
- Autodidacte en suivant la filière traditionnelle organisée par le CNC : stagiaire, assistant, puis chef
- Formations supérieures : 3IS, FÉMIS et EICAR en France et IAD, INRACI ou INSAS en Belgique. Département SATIS de l'Université d'Aix-Marseille
- BTS Audiovisuel option montage et postproduction (formation d'une durée de deux ans)
- D'autres formations : voir Formation audiovisuelle